# Musigny
Pour l’article homonyme, voir Musigny (AOC).
Musigny est une commune française située dans le canton d'Arnay-le-Duc du département de la Côte-d'Or, en région Bourgogne-Franche-Comté.

## Géographie
Musigny se trouve en Côte-d'Or, entre Arnay-le-Duc et Pouilly-en-Auxois.
Le principal axe routier est la N 81 qui relie Pouilly-en-Auxois à Nevers. La commune est aussi traversée par la départementale D 115N qui relie la N81 à la mairie du village et la départementale D 115L qui relie Clomot à Pasquier (Painblanc).

### Géologie
Sur la commune de Musigny, on peut trouver des fossiles comme la gryphée ou des Ammonites car, avant, la mer était présente à Musigny.

### Relief
Le village est situé sur un plateau qui culmine à 440 m d'altitude. La zone la plus basse de la commune se trouve au ruisseau de Le Fête.

### Climat
Pour des articles plus généraux, voir Climat de la Bourgogne-Franche-Comté et Climat de la Côte-d'Or.
En 2010, le climat de la commune est de type climat des marges montargnardes, selon une étude du Centre national de la recherche scientifique s'appuyant sur une série de données couvrant la période 1971-2000. En 2020, Météo-France publie une typologie des climats de la France métropolitaine dans laquelle la commune est exposée à un climat océanique altéré et est dans la région climatique  Lorraine, plateau de Langres, Morvan, caractérisée par un hiver rude (1,5 °C), des vents modérés et des brouillards fréquents en automne et hiver. 
Pour la période 1971-2000, la température annuelle moyenne est de 10,3 °C, avec une amplitude thermique annuelle de 17,3 °C. Le cumul annuel moyen de précipitations est de 894 mm, avec 13,1 jours de précipitations en janvier et 7,8 jours en juillet. Pour la période 1991-2020, la température moyenne annuelle observée sur la station météorologique de Météo-France la plus proche, « Arnay_sapc », sur la commune de Saint-Prix-lès-Arnay à 5 km à vol d'oiseau, est de 10,5 °C et le cumul annuel moyen de précipitations est de 799,9 mm,. Pour l'avenir, les paramètres climatiques de la commune estimés pour 2050 selon différents scénarios d'émission de gaz à effet de serre sont consultables sur un site dédié publié par Météo-France en novembre 2022.

## Urbanisme

### Typologie
Au 1er janvier 2024, Musigny est catégorisée commune rurale à habitat dispersé, selon la nouvelle grille communale de densité à 7 niveaux définie par l'Insee en 2022.
Elle est située hors unité urbaine et hors attraction des villes,.

### Occupation des sols
L'occupation des sols de la commune, telle qu'elle ressort de la base de données européenne d’occupation biophysique des sols Corine Land Cover (CLC), est marquée par l'importance des territoires agricoles (67,1 % en 2018), une proportion identique à celle de 1990 (67,1 %). La répartition détaillée en 2018 est la suivante : prairies (44,2 %), forêts (28,1 %), terres arables (15,8 %), zones agricoles hétérogènes (7,1 %), zones urbanisées (4,9 %). L'évolution de l’occupation des sols de la commune et de ses infrastructures peut être observée sur les différentes représentations cartographiques du territoire : la carte de Cassini (XVIIIe siècle), la carte d'état-major (1820-1866) et les cartes ou photos aériennes de l'IGN pour la période actuelle (1950 à aujourd'hui).

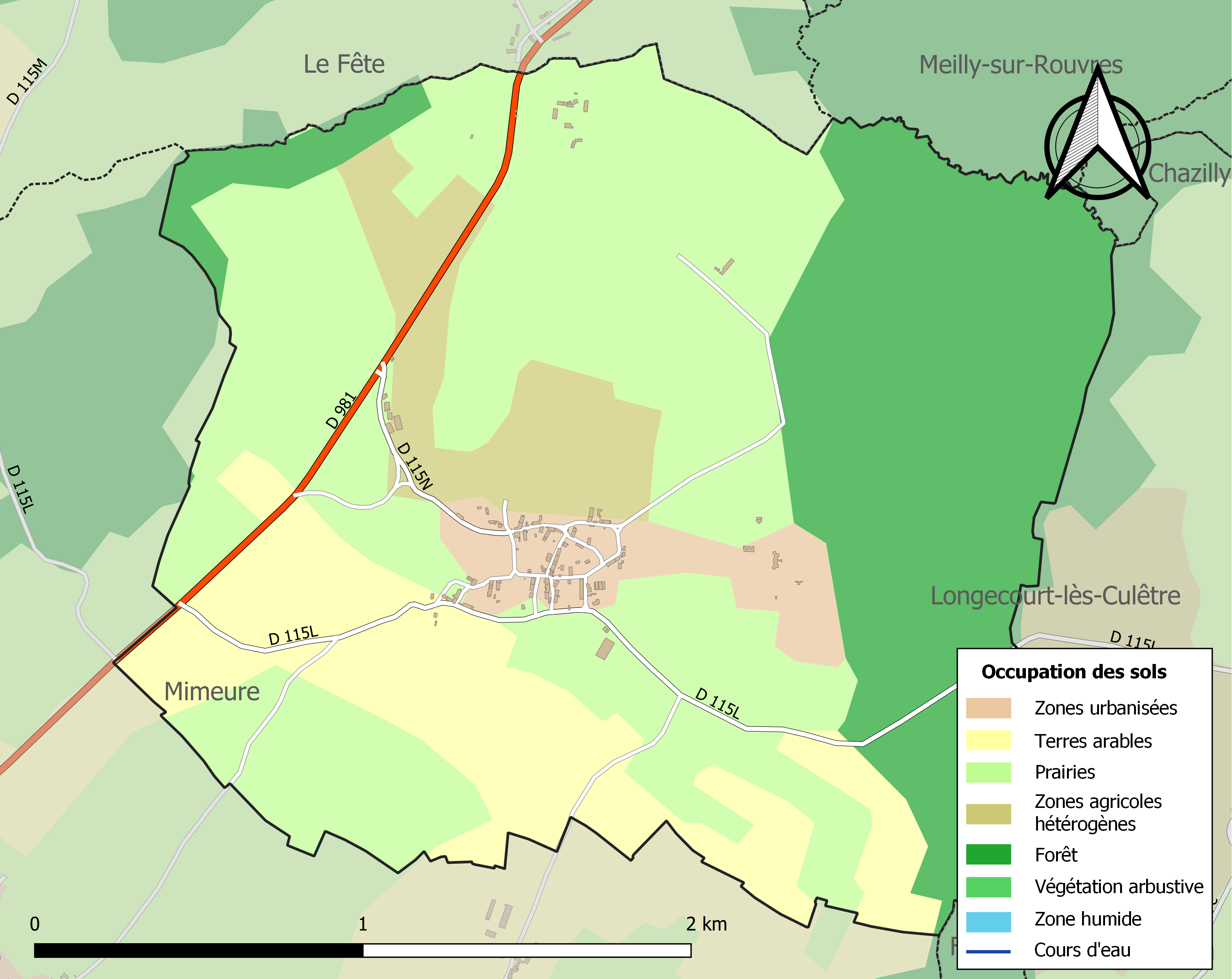
Carte des infrastructures et de l'occupation des sols de la commune en 2018 (CLC).

## Histoire

### Antiquité romaine
Il est difficile de reconstituer une histoire dans des petits villages comme Musigny.

## Toponymie
Le nom de Musigny viendrait du tout premier propriétaire des lieux, un Romain du nom de Musinius. Mais le village pourrait aussi tenir son nom des mots latins : MEUZIN (ruisseau), MEUSE (rivière calme) ou encore de MUSER (s'amuser). Au fil du temps, le nom du village a évolué :
-en 1300 : on trouve MUSIGNEYUM ou MUSIGNACUM
-en 1356 : on trouve MUSIGNEY
-en 1377 : on trouve MUSIGNEYO et MUSINEO (textes latins)
-en 1424 : on trouve MUSYGNY
-en 1574 : on trouve MUSSIGNY
-en 1683 : on trouve MUZIGNY, puis le nom est devenu MUSIGNY.

## Politique et administration
| Période                                  | Période                | Identité                       | Étiquette | Qualité |
| ---------------------------------------- | ---------------------- | ------------------------------ | --------- | ------- |
| 1800                                     | 12 janvier 1816 (mort) | Jean-Charles Montcimet-Musigny |           |         |
| 1816                                     | 1822                   | Jean-Jacques Montcimet-Musigny |           |         |
| 1822                                     | 1826                   | Jean Bouhier                   |           |         |
| 1826                                     | 1830 (suspendu)        | Pierre Sellenet                |           |         |
| 1830                                     | 1843 (mort)            | Jean-Jacques Montcimet-Musigny |           |         |
| 1843                                     | 1848                   | Pierre Sellenet                |           |         |
| 1848                                     | 1854 (mort)            | Gaspard , baron de Champy      |           |         |
| 1855                                     | 1871                   | Pierre Bullier                 |           |         |
| 1871                                     | 1881                   | Cassien Sellenet               |           |         |
| 1881                                     | 1882                   | Jean-Baptiste Bonnard          |           |         |
| 1882                                     | 1884                   | Claude Porcheret               |           |         |
| 1884                                     | 1912 (mort)            | Joseph de Girval               |           |         |
| 1912                                     | 1940                   | Théodore Rouiller              |           |         |
| 1940                                     | 1941                   | Jacques Lucotte                |           |         |
| 1941                                     | 1944                   | Henri Ferdinand                |           |         |
| 1944                                     | 1971                   | Lucien Bigeard                 |           |         |
| 1971                                     | 1983                   | Robert Pierreville             |           |         |
| 1983                                     | mars 2008              | Edmond Rouhette                |           |         |
| mars 2008                                | En cours               | Alain Bigeard                  |           |         |
| Les données manquantes sont à compléter. |                        |                                |           |         |

## Démographie
L'évolution du nombre d'habitants est connue à travers les recensements de la population effectués dans la commune depuis 1793. Pour les communes de moins de 10 000 habitants, une enquête de recensement portant sur toute la population est réalisée tous les cinq ans, les populations de référence des années intermédiaires étant quant à elles estimées par interpolation ou extrapolation. Pour la commune, le premier recensement exhaustif entrant dans le cadre du nouveau dispositif a été réalisé en 2004.

En 2022, la commune comptait 91 habitants, en évolution de +8,33 % par rapport à 2016 (Côte-d'Or : +0,82 %, France hors Mayotte : +2,11 %).
| 1793 | 1800 | 1806 | 1821 | 1836 | 1841 | 1846 | 1851 | 1856 |
| ---- | ---- | ---- | ---- | ---- | ---- | ---- | ---- | ---- |
| 154  | 174  | 176  | 171  | 175  | 173  | 172  | 206  | 204  |

| 1861 | 1866 | 1872 | 1876 | 1881 | 1886 | 1891 | 1896 | 1901 |
| ---- | ---- | ---- | ---- | ---- | ---- | ---- | ---- | ---- |
| 182  | 195  | 180  | 177  | 173  | 174  | 182  | 204  | 179  |

| 1906 | 1911 | 1921 | 1926 | 1931 | 1936 | 1946 | 1954 | 1962 |
| ---- | ---- | ---- | ---- | ---- | ---- | ---- | ---- | ---- |
| 166  | 155  | 149  | 139  | 139  | 179  | 203  | 151  | 124  |

| 1968 | 1975 | 1982 | 1990 | 1999 | 2004 | 2006 | 2009 | 2014 |
| ---- | ---- | ---- | ---- | ---- | ---- | ---- | ---- | ---- |
| 154  | 125  | 100  | 122  | 115  | 94   | 91   | 89   | 79   |

| 2019 | 2022 | - | - | - | - | - | - | - |
| ---- | ---- | - | - | - | - | - | - | - |
| 81   | 91   | - | - | - | - | - | - | - |

## Culture locale et patrimoine

### Lieux et monuments
- Église Saint-Germain d'Auxerre.
- Château de Musigny à la sortie est du chef-lieu.
- Château de Coutivert : à l'extrémité nord du territoire communal[16], le château de Coutivert[17] est construit en 1841-42 par Jean Jacques Montcimet de Musigny. Il est acquis en 1933 par l'Œuvre des Pupilles de l’école publique de la Côte-d'Or pour y implanter une école de plein air avec internat et une colonie de vacances. Occupé par l’armée allemande en 1940, il retrouve ses fonctions et accueille une Maison d'enfants à caractère social en 1997, puis un Service d’accueil en famille qui ferme en 2014[17].

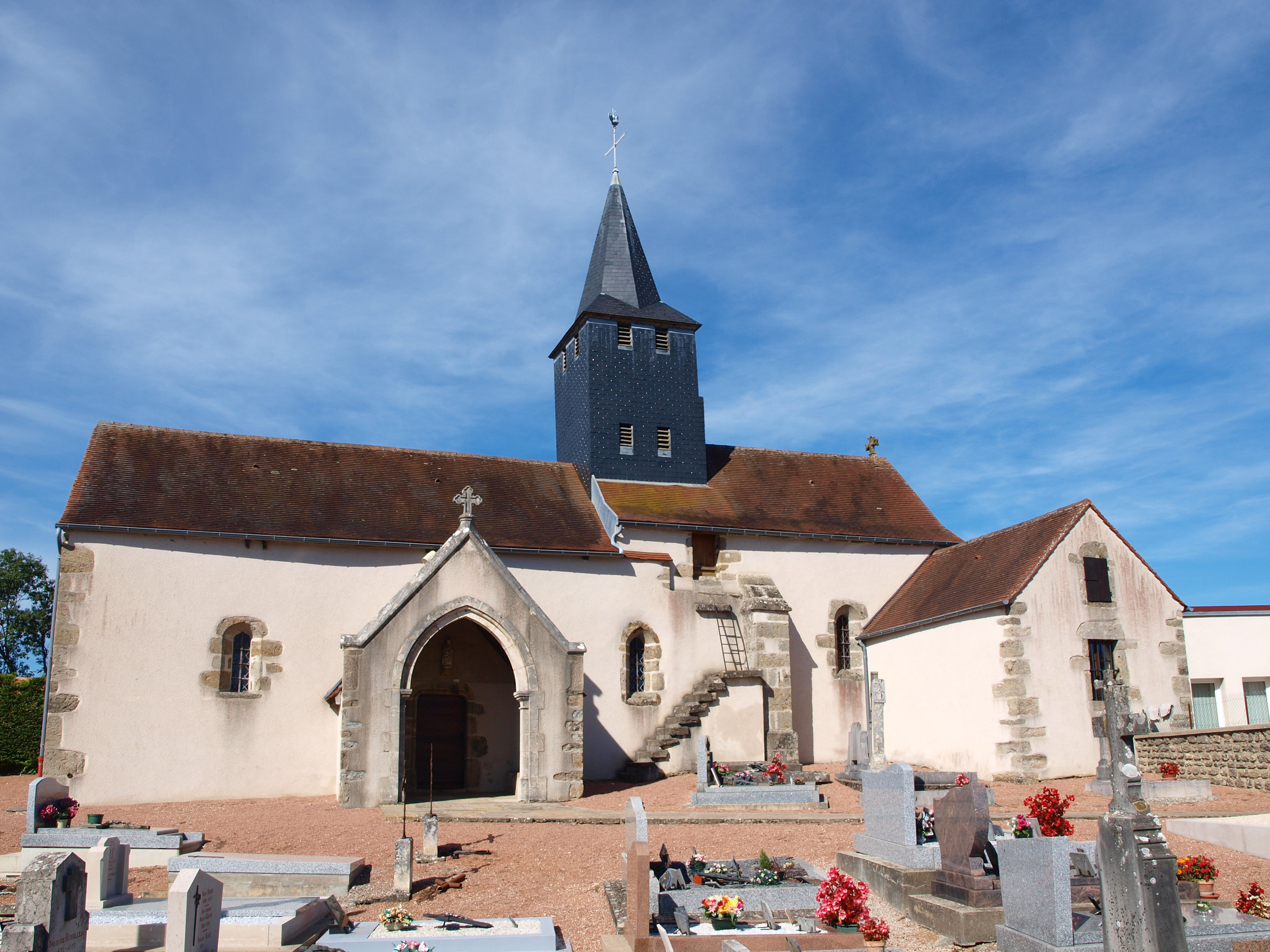
Église Saint-Germain d'Auxerre.
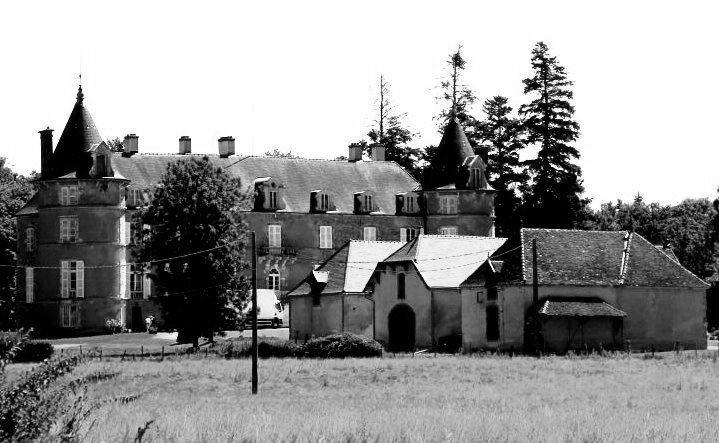
Château de Musigny.
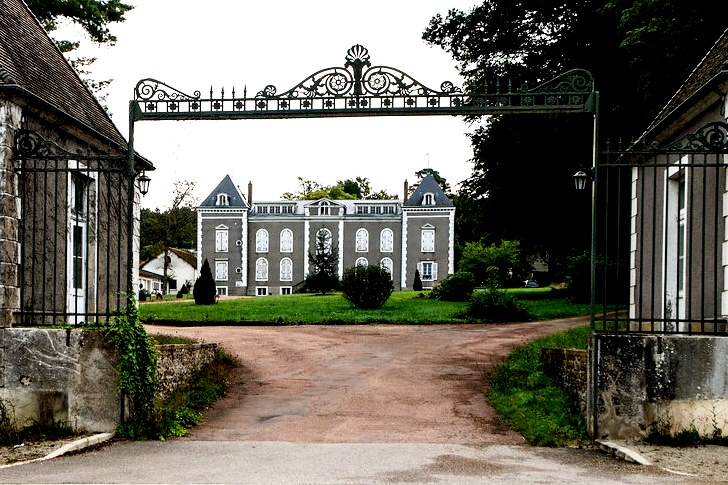
Château de Coutivert.